# فینال جام اتحادیه فوتبال انگلستان ۱۹۹۳
فینال جام اتحادیه فوتبال انگلستان ۱۹۹۳، رقابت پایانی جام اتحادیه فوتبال انگلستان در سال ۱۹۹۳ میلادی است که مابین دو تیم باشگاه فوتبال آرسنال و باشگاه فوتبال شفیلد ونزدی در ورزشگاه ومبلی لندن برگزار شده‌است.
این مسابقه که در تاریخ ۱۸ آوریل ۱۹۹۳ انجام شده‌است با نتیجه ۲ بر ۱ به سود تیم باشگاه فوتبال آرسنال به پایان رسید.